# Nghiêm Xuân Thành
Nghiêm Xuân Thành là một chính trị gia người Việt Nam. Ông hiện là Ủy viên Trung ương Đảng Cộng sản Việt Nam khóa XIII, Bí thư Tỉnh ủy Khánh Hòa.

## Xuất thân và giáo dục
Nghiêm Xuân Thành sinh ngày 2 tháng 11 năm 1969 tại thị trấn Yên Lạc, huyện Yên Lạc, tỉnh Vĩnh Phúc. Ông chính thức vào Đảng ngày 3 tháng 10 năm 1994. Sau đó ông đã lấy bằng Thạc sỹ Kinh tế năm 2001, chuyên ngành tài chính ngân hàng tại Học viện Ngân hàng và sau đó là Tiến sĩ kinh tế. Năm 2019, ông lấy bằng Cao cấp lý luận Chính trị tại Học viện Chính trị Quốc gia Hồ Chí Minh.

## Sự nghiệp

### VietinBank
Từ tháng 5/1999 - 6/2002: Phó Chánh văn phòng - Thư ký Tổng Giám đốc Ngân hàng Thương mại cổ phần Công thương Việt Nam (VietinBank)
Từ tháng 7/2002 - 10/2003: Trưởng Ban thư ký Hội đồng quản trị Ngân hàng Thương mại cổ phần Công thương Việt Nam (VietinBank)
Từ tháng 8/2008 - 10/2010: Giám đốc Ngân hàng Thương mại cổ phần Công thương Việt Nam (VietinBank) - Chi nhánh Thanh Xuân
Từ tháng 10/2010 - 1/2012: Giám đốc Ngân hàng Thương mại cổ phần Công thương Việt Nam (VietinBank) - Chi nhánh Đống Đa
Từ tháng 1/2012 - 6/2012: Phó Tổng Giám đốc Ngân hàng Thương mại cổ phần Công thương Việt Nam (VietinBank)
Từ tháng 6/2012 - 7/2013: Chánh Văn phòng Ngân hàng Nhà nước Việt Nam

### VietcomBank
Từ ngày 29/7/2013: Tổng Giám đốc Ngân hàng Thương mại cổ phần Ngoại thương Việt Nam (Vietcombank)
Từ ngày 1/11/2014 - 4/2018: Chủ tịch Hội đồng quản trị Ngân hàng Thương mại cổ phần Ngoại thương Việt Nam (Vietcombank) nhiệm kỳ 2013-2018
Từ ngày 27/4/2018: Chủ tịch Hội đồng quản trị Ngân hàng Thương mại cổ phần Ngoại thương Việt Nam (Vietcombank) nhiệm kỳ 2018-2023
Từ ngày 10/7/2020: Tại Đại hội Đảng bộ Ngân hàng Thương mại cổ phần Ngoại thương Việt Nam (Vietcombank) lần thứ IV, nhiệm kỳ 2020-2025, đồng chí tái đắc cử Bí thư Đảng ủy
Từ ngày 29/7/2020: Ủy viên Ban Thường vụ Đảng ủy Khối Doanh nghiệp trung ương nhiệm kỳ 2015-2020.
Ngày 30 tháng 1 năm 2021, Tại Đại hội Đảng Cộng sản Việt Nam khóa XIII, ông được bầu làm Ủy viên Trung ương Đảng khóa XIII.

### Tỉnh ủy Hậu Giang
Ngày 3 tháng 7 năm 2021, đồng chí Trương Thị Mai, Trưởng Ban Tổ chức Trung ương đã trao quyết định của Bộ Chính trị về việc đồng chí Nghiêm Xuân Thành, Ủy viên Trung ương Đảng, Ủy viên Ban Thường vụ Đảng ủy Khối Doanh nghiệp Trung ương, Bí thư Đảng ủy, Chủ tịch Hội đồng quản trị Ngân hàng Thương mại cổ phần Ngoại thương Việt Nam, thôi tham gia Ban Chấp hành, Ban Thường vụ Đảng ủy Khối Doanh nghiệp Trung ương nhiệm kỳ 2020-2025 và thôi giữ chức Chủ tịch HĐQT Ngân hàng Vietcombank; điều động, chỉ định tham gia Ban Chấp hành, Ban Thường vụ và giữ chức Bí thư Tỉnh ủy Hậu Giang, nhiệm kỳ 2020-2025.

### Tỉnh ủy Khánh Hòa
Chiều ngày 2 tháng 11 năm 2024, tại Tỉnh ủy Khánh Hòa, Trưởng ban Tổ chức Trung ương Đảng Cộng sản Việt Nam Lê Minh Hưng đã trao quyết định của Bộ Chính trị về việc điều động, chỉ định ông Nghiêm Xuân Thành giữ chức Bí thư Tỉnh ủy Khánh Hòa.
Bộ Chính trị quyết định ông Nghiêm Xuân Thành, Ủy viên Trung ương Đảng, Bí thư Tỉnh ủy Hậu Giang thôi tham gia Ban chấp hành, Ban Thường vụ Tỉnh ủy và thôi giữ chức Bí thư Tỉnh ủy Hậu Giang nhiệm kỳ 2020 - 2025; điều động, phân công, chỉ định tham gia Ban chấp hành, Ban Thường vụ Tỉnh ủy và giữ chức Bí thư Tỉnh ủy Khánh Hòa nhiệm kỳ 2020 - 2025.

## Khen thưởng
Sau nhiều năm công tác và cống hiến cho nhà nước Việt Nam, ông Nghiêm Xuân Thành đã đạt được nhiều danh hiệu như:
- Chiến sỹ thi đua cấp ngành năm 2003; năm 2006
- Bằng khen Thủ tướng Chính phủ năm 2005
- Huân chương Lao động hạng Ba năm 2007.
- Huân chương Lao động hạng Nhất năm 2023